# Pałac w Zagórzu Śląskim
Pałac w Zagórzu Śląskim – zabytkowy pałac wybudowany w drugiej połowie XIX w. w Zagórzu Śląskim.

## Położenie
Pałac położony jest w Zagórzu Śląskim – wsi w Polsce, w województwie dolnośląskim, w powiecie wałbrzyskim, w gminie Walim; w dolinie Bystrzycy, pomiędzy Górami Sowimi i Górami Czarnymi.

## Historia
Obiekt jest częścią zespołu pałacowego, w skład którego wchodzą jeszcze: park, powozownia, obecnie budynek gospodarczy, stajnia  oraz folwark.